# Kluczewsko
Kluczewsko è un comune rurale polacco del distretto di Włoszczowa, nel voivodato della Santacroce.
Ricopre una superficie di 137,05 km² e nel 2004 contava 5 196 abitanti.